# Sidney Robert Nolan
Sidney Robert Nolan (Carlonn, 22 de abril de 1917 - 28 de novembro de 1992) foi um pintor australiano que desenvolveu uma inovadora linha de iconografia inspirada freqüentemente na história e nas velhas tradições do Natal da Austrália.
Mostrou um particular interesse pela desértica e erma paisagem de seu país, como em Carron plains (1948), e pelos contos e histórias de caráter romântico. Além de realizar numerosas gravuras e desenhos, foi um cenógrafo teatral de grande êxito, especialmente no Royal Opera House de Londres.